# Fransk horeunge
En fransk horeunge er et typografisk udtryk om et stykke dårligt håndværk: Når den første linje i et afsnit optræder sidst på en side. Det omvendte, at sidste linje i et afsnit optræder som første linje på en side, kaldes blot en horeunge.